# Congrès général national
Le Congrès général national (en arabe : المؤتمر الوطني العام, en berbère : Agraw Amuran Amatay) est une assemblée de 200 membres élue le 7 juillet 2012 par les électeurs libyens, à l'occasion de la première élection libre libyenne depuis plusieurs décennies, organisée après la chute et la mort de Mouammar Kadhafi.
Le 8 août 2012, le président du Conseil national de transition, Moustapha Abdel Jalil, remet le pouvoir au doyen du CGN.
Une nouvelle assemblée, la Chambre des représentants est élue et remplace le CGN en août 2014. Cependant, une minorité de membres non réélus de celui-ci décide de rétablir l'ancienne législature, qui devient alors rivale de la Chambre, seule reconnue par la communauté internationale mais qui a été dissoute par la Cour suprême.
En 2016, la majorité des membres du CGN rejoignent le Haut Conseil d'État.

## Pouvoirs et mode de fonctionnement
Cette assemblée avait pour but initial de rédiger la nouvelle Constitution de la Libye. Néanmoins, pour tenter de calmer les autonomistes, le Conseil national de transition lui a supprimé cette prérogative, qui reviendra à un comité directement élu.
Une fois formé, le congrès élit son président lors de sa première session. Il doit nommer un nouveau Premier ministre dans les 30 jours à partir de cette session. Il doit aussi annoncer les résultats de la première élection parlementaire, qui devra se tenir à une date ultérieure.
Les décisions dans l'assemblée nécessitent une majorité des deux tiers pour être adoptées. Pour le reste, un comité doit rédiger les règles de fonctionnement interne.

## Siège
Le Congrès siège à l'hôtel Rixos, un palace de Tripoli, seul genre de bâtiment à pouvoir accueillir une assemblée parlementaire.

## Président
Le président du Conseil général national exerce les fonctions de chef de l'État libyen pendant la période de transition qui précède l'établissement de nouvelles institutions.
| Dates        | Dates        | Nom                         | Notes                            |
| ------------ | ------------ | --------------------------- | -------------------------------- |
| 8 août 2012  | 9 août 2012  | Mohammed Ali Salim          | Doyen d'âge, Intérim             |
| 9 août 2012  | 28 mai 2013  | Mohamed Youssef el-Megaryef | Démissionnaire                   |
| 28 mai 2013  | 25 juin 2013 | Giuma Ahmed Atigha          | Intérim                          |
| 25 juin 2013 | 5 avril 2016 | Nouri Bousahmein            | Contesté à partir du 4 août 2014 |

## Historique

### Élection et composition
|  | Alliance des forces nationales (39) Parti de la justice et de la construction (17) Parti du front national (3) Union pour la patrie (2) Parti centriste national (2) Parti pour la démocratie et le développement (2) Autres partis ou blocs (15) Sans étiquette (120) |

### Prise de fonction et premiers travaux

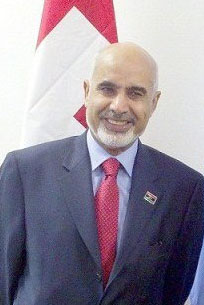
Mohammed Youssef el-Megaryef en juillet 2012.

Le 8 août 2012, le Conseil national de transition remet les rênes du pays au Congrès général national, au cours d'une cérémonie symbolique marquant la première transition pacifique du pouvoir après plus de quarante ans de dictature,,.
Le lendemain 9 août, le nouveau Parlement élit son premier président, Mohammed Youssef el-Megaryef ; un opposant de longue date à Mouammar Kadhafi considéré comme un islamiste modéré ; au second tour de scrutin avec 113 voix contre 85 voix pour l'indépendant Ali Zeidan,.
Le 12 septembre suivant, le Congrès général national élit Moustapha Abou Chagour au poste de Premier ministre.
Le 4 octobre, le Congrès rejette la composition d'un nouveau gouvernement après l'invasion de son siège par des protestataires,.
Le 7 octobre, le Congrès rejette de nouveau la composition du cabinet de Moustapha Abou Chagour, le démettant d'office de ses fonctions comme il est prévu dans le règlement intérieur de l'Assemblée,.

### 2013-2016
Le 25 juin 2013, le CGN élit son nouveau président, Nouri Bousahmein, par 96 votes contre 80 à son adversaire du deuxième tour, Sharif al-Wafi.
Le 30 mars 2014, le CGN décide d'organiser un scrutin afin de désigner une nouvelle assemblée. Le nombre de députés en fonction passe alors de 200 à 175. De nouveaux membres ont prêté serment par la suite. Le 25 juin suivant, la Chambre des représentants est élue et se réunit le 4 août, mettant fin au mandat du CGN. Cependant, le 25 août, une minorité d'anciens membres non réélus du CGN décide de rétablir à Tripoli l'ancienne législature, qui se pose en rivale de la Chambre.
À partir de cette date, le pouvoir en Libye est contesté entre la Chambre des représentants, siégeant à Tobrouk et seule reconnue par la communauté internationale, et le Congrès général national, installé à Tripoli et soutenu par des milices islamistes et anti-kadhafistes. Le pays se retrouve également avec deux gouvernements rivaux. Cependant, après l'installation à Tripoli du gouvernement d'union nationale dirigé par Fayez el-Sarraj, le « gouvernement de Tripoli » lui abandonne le pouvoir le 5 avril 2016.